# Dictis
Dictis (en llatí: Dictys, en grec antic: Δίκτυς) va ser un heroi grec, fill de Magnes, rei de Sèrifos, i de Cerèbia o potser d'Agamede. És germà del tirà d'aquesta illa, Polidectes.
El seu nom és un derivat de la paraula grega δίκτυον, que significa 'xarxa', i té a veure amb la seva història llegendària. A les aigües de Sèrifos, Dictis va enganxar a la xarxa l'arca on navegaven Dànae i el seu fill Perseu, que per voluntat de Zeus havia fet cap a les proximitats de l'illa. Gai Juli Higí el considera només un pescador. Quan Polidectes va intentar forçar Dànae, Dictis va ajudar-la a amagar-se en un temple.
Al tornar Perseu de vèncer la Medusa es va venjar de Polidectes convertint-lo en estàtua de pedra. Dictis el va succeir en el tron de Sèrifos.